# Mark Eliyahu
Mark Eliyahu (en hébreu : מארק אליהו), est un musicien israélien, né le 13 juillet 1982 en République socialiste soviétique autonome du Daghestan. Il joue du kamânche.

## Biographie

### Enfance
Mark Eliyahu naît en République socialiste soviétique autonome du Daghestan le 13 juillet 1982 et immigre en Israël avec ses parents en 1989. A l'âge de 16 ans, il est inspiré par l'interprétation de Habil Aliyev, célèbre joueur de kamânche, et déménagea à Bakou, capitale de l'Azerbaïdjan, afin d'y apprendre à jouer le kamânche avec le renommé Adalat Vazirov,. Le père d'Eliyahu était compositeur, et sa mère jouait du violon.

### Carrière musicale
En 1999, Eliyahu participa à The Spirit of the East - un concert et album dirigé et composé par son père, Peretz Eliyahu, avec la participation des chanteurs azéris de mugham Alim Qasimov et sa fille Fargana Gasimova, ainsi que d'autres artistes. Cette année-là, il fut soliste au sein de l'Orchestre de chambre d'Israël de Ramat Gan lors d'un festival israélien. En 2004, il réalisa son premier album solo Voices of Judea et partit en tournée avec l'orchestre à travers l'Europe et Israël.
En 2019, Eliyahu retourna en Azerbaïdjan et y donna un concert.
En 2020, il composa et interpréta le thème principal de Téhéran. En 2021, la série reçut l'International Emmy Award de la meilleure série télévisée dramatique.
L'œuvre d'Eliyahu gagna en popularité parmi les auditeurs Iraniens, plus particulièrement ceux qui assistèrent à ses concerts en Turquie.
Mark Eliyahu est le compositeur de la chanson d'Amir Mal agir, présente sur son nouvel album, C amir, paru le 13 septembre 2024.

## Filmographie
| Année | Titre                            | Rôle        | Remarques       |
| ----- | -------------------------------- | ----------- | --------------- |
| 2012  | The Ballad of the Weeping Spring | Darwish     | Rôle principal  |
| 2020  | Téhéran (série télévisée)        | Compositeur | Thème principal |